# Infamous (album, Motionless in White)
Infamous je druhé studiové album americké metalcorové skupiny Motionless in White. Vydáno bylo 13. listopadu 2012 vydavatelstvím Fearless Records. Producenty alba jsou Jason Suecof a Tim Sköld. Album bylo také posledním vydaným albem skupiny, na kterém se podílel dlouholetý bubeník a spoluzakladatel kapely Angelo Parente.

## Pozadí alba
Album je popisované jako matalcore.
Členové se při tvorbě inspirovali umělci jako jsou Slipknot, Marilyn Manson, Nine Inch Nails, Korn, Rob Zombie, Linkin Park a Rammstein.

## Seznam skladeb
| Pořadí         | Název                                                    | Délka |
| -------------- | -------------------------------------------------------- | ----- |
| 1.             | "Black Damask (The Fog)"                                 | 3:51  |
| 2.             | "Devil's Night"                                          | 3:58  |
| 3.             | "A-M-E-R-I-C-A" (feat. Michael Vampire)                  | 3:37  |
| 4.             | "Burned at Both Ends"                                    | 3:30  |
| 5.             | "The Divine Infection"                                   | 3:38  |
| 6.             | "Puppets 2 (The Rain)" (feat. Björn Strid)               | 4:57  |
| 7.             | "Sinematic"                                              | 4:49  |
| 8.             | "If It's Dead, We'll Kill It" (feat. Brandan Schieppati) | 3:11  |
| 9.             | "Synthetic Love"                                         | 3:32  |
| 10.            | "Hatefuck"                                               | 3:11  |
| 11.            | "Underdog"                                               | 3:56  |
| 12.            | "Infamous"                                               | 4:23  |
| Celková délka: | Celková délka:                                           | 46:38 |

| Deluxe edice   | Deluxe edice                                  | Deluxe edice |
| Pořadí         | Název                                         | Délka        |
| -------------- | --------------------------------------------- | ------------ |
| 1.             | "Sick from the Melt" (feat. Trevor Friedrich) | 3:24         |
| 2.             | "Fatal"                                       | 5:19         |
| 3.             | "A-M-E-R-I-C-A" (Celldweller Remix)           | 3:58         |
| 4.             | "Underdog" (Ricky Horror Remix)               | 4:34         |
| 5.             | "Sinematic" (Combichrist Remix)               | 5:02         |
| 6.             | "A-M-E-R-I-C-A" (Radio Mix)                   | 3:31         |
| Celková délka: | Celková délka:                                | 72:26        |

## Obsazení
- Chris "Motionless" Cerulli – zpěv, programování
- Ryan Sitkowski – sólová kytara
- Ricky "Horror" Olson – rytmická kytara, doprovodné vokály, programování
- Devin "Ghost" Sola – basová kytara, doprovodné vokály
- Josh Balz – klávesy, doprovodné vokály
- Angelo Parente – bicí
- Brandon "Rage" Richter – bicí (deluxe edice)